# Ernst Bruhn (general)
 Der er flere personer med dette navn, se Ernst Bruhn.
Ernst Poul (von) Bruhn (13. august 1787 i København – 11. april 1868 i Blovstrød) var en dansk officer, far til Ernst Bruhn
Bruhn var en søn af kgl. jagtberider Christian Frederik Bruhn (1744-1796, gift 1. gang 1767 med Maria Frost, 1747-1781) og Anna Elisabeth f. Plum (1756-1845), datter af vinhandler Adam Plum i København. I 1802 blev Bruhn frikorporal i Arveprins Frederiks Regiment, tog officerseksamen i Kiel 1805, udnævntes samme år til fændrik og i 1807 til sekondløjtnant ved det nævnte regiment. Han forfremmedes i 1809 til premierløjtnant og erholdt kaptajns karakter i 1816, medens han blev kompagnichef i 1828. Samme år sendtes han sammen med oberst Oluf Krabbe til Schlesien for at overvære en der stedfindende troppesamling og ansattes det følgende år som adjudant hos prins Christian Frederik, senere kong Christian VIII, i hvilken stilling han forblev til kongens død, idet han udnævntes til major i 1833, til major i Generalstaben 1839, til oberstløjtnant i dette korps 1842 og samme år til chef for Kongens Livjægerkorps. 3 år senere forfremmedes han til oberst i Generalstaben. Bruhn blev Ridder af Dannebrog 1829, Dannebrogsmand 1840 og Kommandør 1843.
Fra 1841-48 var han tillige medlem af de kommissioner, som havde at udarbejde taktiske reglementer for fodfolket og jægerne, medens han ved sit nære forhold til Christian VIII fik megen indflydelse på Hærordningen af 1842 og dens gennemførelse. Ved kongens død afslog han at blive adjudant hos kong Frederik VII og ønskede at blive ansat ved den aktive hær. Krigsminister A.F. Tscherning opfordrede ham imidlertid til at overtage pladsen som chef for Københavns Borgervæbning, hvilken han beholdt til sin afsked fra krigstjenesten i juni 1866. Han udnævntes således i 1848 til generalmajor, i 1860 erholdt han generalløjtnants karakter og benådedes i 1862 med Storkorset af Dannebrog.
Bruhn ægteviedes 21. august 1817 på Petersgård til Anna Elisabeth Kabell, f. Wulff (12. juli 1786 i Stubbekøbing – 13. juni 1853 i København), enke efter kantor Peder Kabell (1780-1812) og datter af kommandør i Søetaten og indrulleringschef Frederik Christian Wulff (1749-1812) og Kirstine Johansen (1755-1829). Han havde med hende foruden en datter 2 sønner, hvoraf den ene, Ernst Adam Bruhn, faldt ved Dybbøl under beskydningen 16. marts 1864. Ernst Bruhn døde 11. april 1868 og er begravet på Garnisons Kirkegård.
Han er gengivet i litografi af Edvard Fortling 1844, efter tegning af L.A. Smith. Maleri af David Monies ca. 1845 (Københavns Museum), litograferet 1849. Afbildet på litografi af gruppetegning af F. Dewehrt. Buste af sønnen Ernst Adam Bruhn ca. 1847. Fotografier af Georg E. Hansen og andre.